# مدرسه بربریان
مدرسه بربریان (ارمنی: Պէրպէրեան վարժարան) یک مدرسه ارمنی می‌باشد که در سال ۱۸۷۶ در ناحیه اسکدار کنستانتینوپل توسط رتئوس بربریان بنیانگذاری شد. این مدرسه در سال ۱۹۲۴ به قاهره منتقل شد و سرانجام در سال ۱۹۳۴ به دلایل مالی تعطیل شد.

## مدیران
- رتئوس بربریان (۱۸۷۶–۱۹۰۷)
- پتروس کاراپتیان(۱۹۰۷–۱۹۰۹)
- اونیک بربریان (۱۹۰۹–۱۹۱۱)
- شاهان بربریان (۱۹۱۱–۱۹۲۲)

## دانش آموختگان سرشناس
- شاهان شاهنور
- روبن سواگ
- هراند نازاریانتس
- هوهانس هینتالیان
- شاهان بربریان